# Jean Jacques Philippe Vilain XIIII

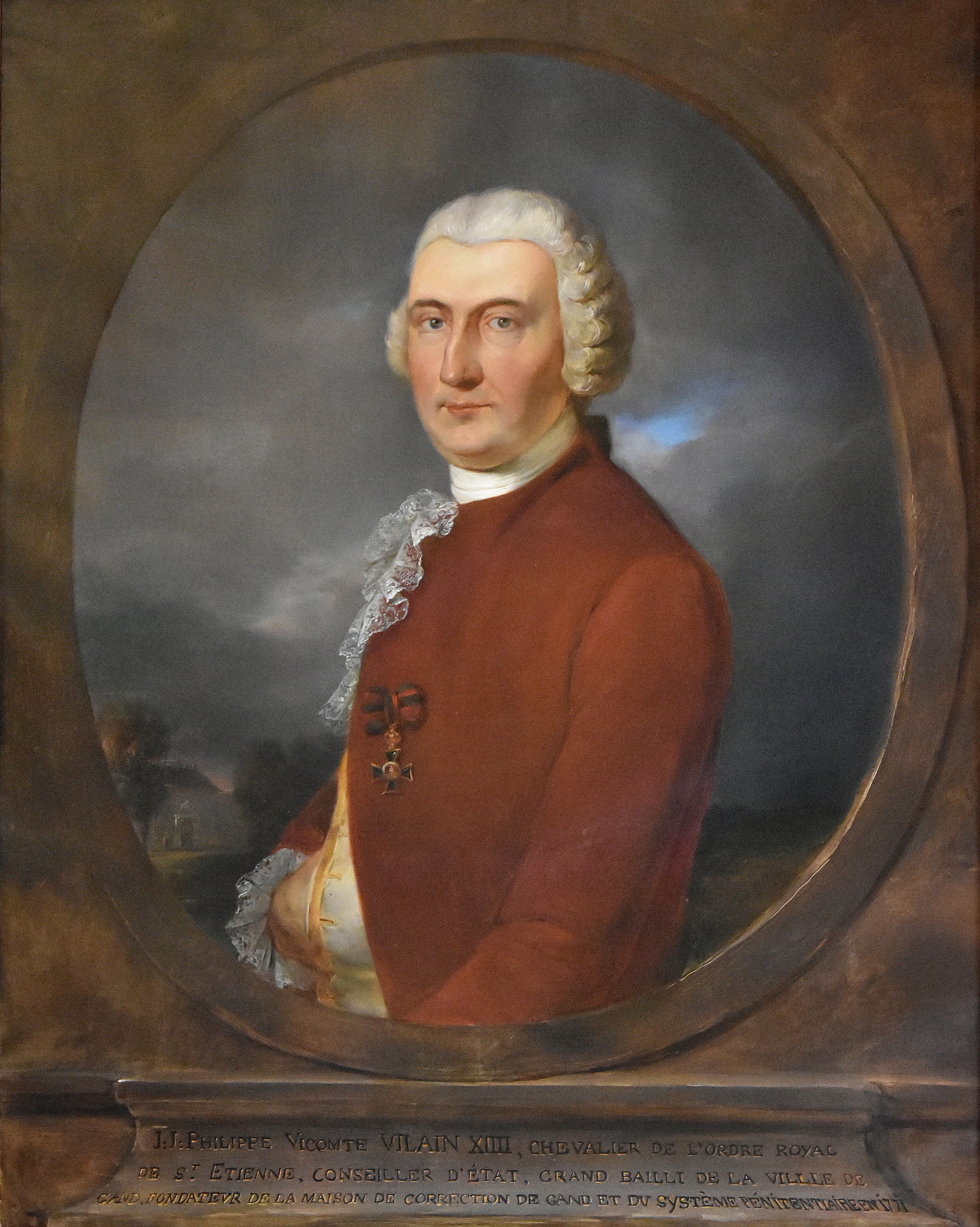
Jean Jacques Philippe Vilain XIIII door E. Van den Bussche, in het kasteel Wissekerke

Burggraaf Jean Jacques Philippe Vilain XIIII (Aalst, 1 mei 1712 – Wetteren, 15 augustus 1777) was een 18de-eeuws politicus in het Graafschap Vlaanderen. Hij diende onder meer als burgemeester van Aalst en Gent en als voorzitter van de Staten van Vlaanderen. Hoewel hij zich hoofdzakelijk op het niveau van de gewestelijke en lokale politiek bewoog, was hij volgens zijn biograaf Piet Lenders "een van de belangrijkste politici uit het midden der achttiende eeuw". Hij drong aan op een nieuwe economische politiek en een hervorming van de publieke financiën. Daarnaast stond Vilain XIIII aan de basis van een nieuw gevangeniswezen.

## Levensloop

### Familie en opleiding: de wording van een verlicht econoom (1712-1743)
Jean Vilain XIIII werd geboren als zoon van François Ignace Joseph Vilain XIIII en Isabella Joséphine van der Meere. De familie Vilain, een van de oudste van het graafschap Vlaanderen, behoorde tot de kleine adel en heel wat leden ervan namen bestuursfuncties op. Zo was zijn oom Jean Baptiste Vilain XIIII bijvoorbeeld burgemeester van Aalst, een functie waarin hij hem opvolgde.
Vilain studeerde aan het jezuïetencollege van Aalst. Zijn gebrekkige schrijfstijl, zowel in het Frans als in het Nederlands, wezen evenwel op een onvolledige opleiding. Vanaf 1729 trok hij naar Leuven om er vier jaar later het licentiaat in burgerlijk en canoniek recht te behalen. In 1734 werd hij advocaat bij de Grote Raad van Mechelen. Zijn universitaire opleiding voorzag echter niet in de kennis van het vaderlands recht, dat hij nog na zijn opleiding onder de knie moest krijgen.
Vilain XIIII vertoonde meer interesse voor economie en statistiek dan voor het recht. Vermoedelijk trok hij in de tweede helft van de jaren 1730 op zogenaamde peregrinatio academica. Waar hij precies vertoefde, is onduidelijk. Toch zijn er enkele aanwijzingen. Bij zijn terugkeer bleek hij bijvoorbeeld onderlegd in de economische wetenschap, die enkel in Duitsland werd gedoceerd. Zijn contacten in Londen en Parijs (misschien zelfs tot in de Franse koninklijke kringen) verraden zijn passage in genoemde hoofdsteden.
Na zijn reis huwde Jean Vilain in 1740 met de rijke Antwerpse koopmans- en schependochter Constance Marie de Lunden. Het huwelijk bleef kinderloos en de echtgenote stierf al in 1748. Vijf jaar later trouwde Vilain met Marie Angélique du Bois de Schoondorp. Zij was de schoonzus van Jeans broer Charles en stamde uit een familie van juristen en intellectuelen. Zij hadden vier kinderen:
- Philippe Mathieu (1753-1810), die later hoogbaljuw van Gent zou worden;
- Marie Isabelle (1755-1810);
- Marie Sophie (1757-1824);
- Charles Joseph (1759-1808), die een militaire carrière uitbouwde.

### Aalst en de Oostenrijkse Successieoorlog
In 1743 werd Vilain XIIII benoemd tot burgemeester van Aalst. Hij werd tevens aangesteld tot voorzitter van het landscollege van het Land van Aalst, een van Vlaanderens belangrijkste kasselrijen.
Tijdens zijn bestuur ging (het Land van) Aalst gebukt onder de Oostenrijkse Successieoorlog (1740-1748). Hij kon enkele problemen in verband met bevoorrading en inkwartiering van de troepen verhelpen. Waarschijnlijk heeft hij daarbij zijn Franse contacten aangesproken. Zo had hij bij het begin van de Franse bezetting zijn huurwoning in Aalst gedurende twee weken afgestaan aan koning Lodewijk XV. Tegelijkertijd verzette de Aalsterse burgemeester zich tegen de Franse bezetter: hij zorgde er onder andere voor dat het schatkistoverschot van de kasselrij uit Aalst naar Brussel werd geëvacueerd.
Hij trachtte ondertussen ook het bestuur van stad en kasselrij te moderniseren en de financies te saneren. Hij wilde armoede, criminaliteit en werkloosheid bestrijden en zette zich in voor een betere verkeersinfrastructuur in zijn streek.
Na de Oostenrijkse Successieoorlog werd Pierre François Guillaume Pycke, de eerste pensionaris van de stad en het Land van Aalst, vanwege valsheid in geschrifte de deur gewezen. Vilain hield er een eeuwige vijandschap met Pycke en zijn vader (die in de Geheime Raad zetelde) aan over. Vrijwel elk voorstel dat Vilain in zijn latere leven bracht, werd door Pycke afgeschoten. Op korte termijn werd Vilain uit het stadsbestuur van Aalst geweerd. Hij kwam nog wel even terug, maar verhuisde uiteindelijk naar Gent.

### Een tweede carrière: Gent en de Staten van Vlaanderen

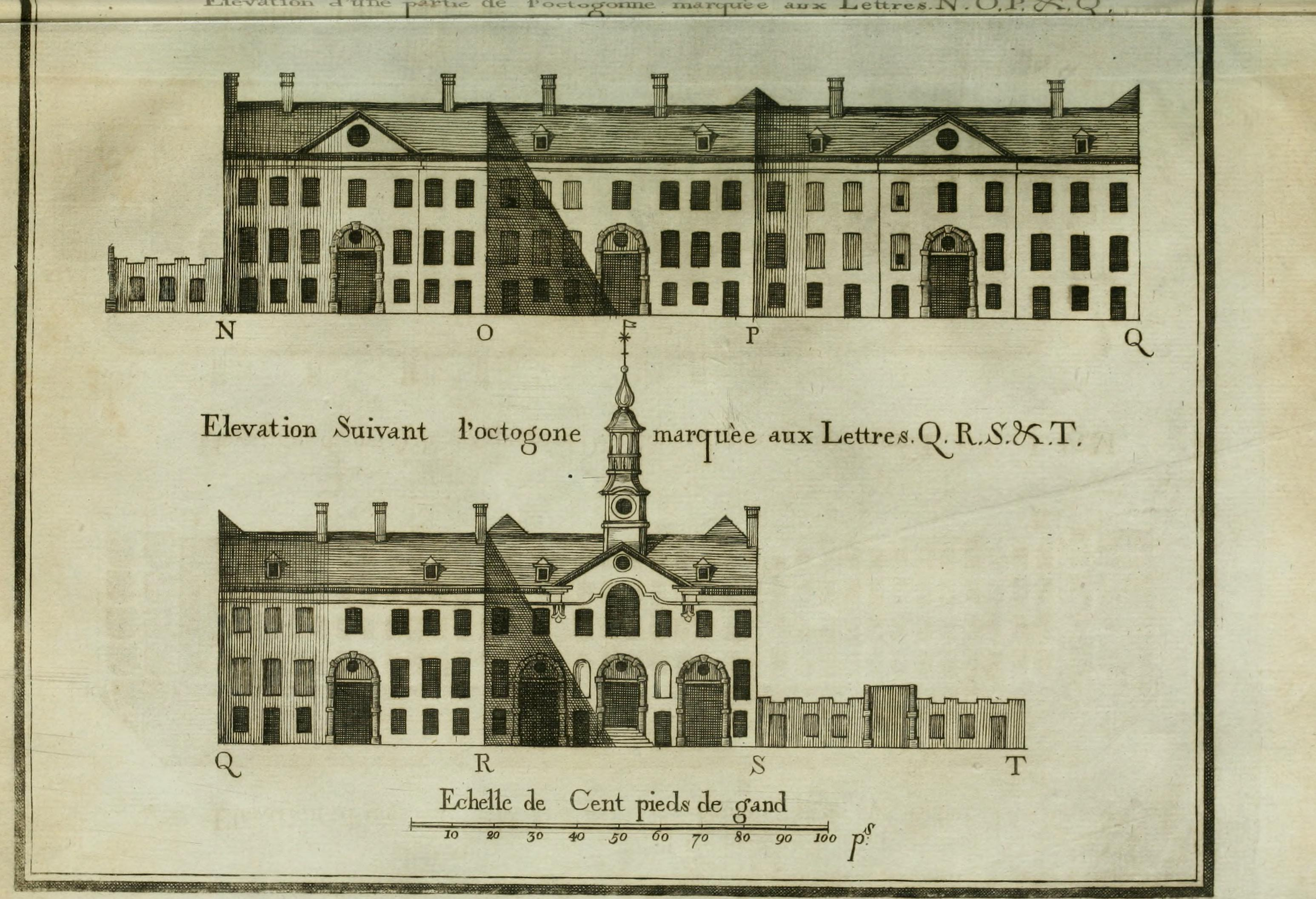
Een van de ontwerpschetsen voor het Rasphuis (Gent) uit de Mémoire sur les moyens de corriger les malfaiteurs et fainéans... (1775)

Na enkele jaren zonder noemenswaardige functie, wierp Vilain XIIII zich in 1754-1755 in de strijd voor de hervorming van de Staten van Vlaanderen. Door de Staten, waar de zogenaamde vier principalen – Brugge, Gent, het Brugse Vrije en de clerus – de overhand hadden, werd op dat moment de goedkeuring van subsidies aan de Oostenrijkse overheid geweigerd terwijl de plattelandsdistricten of subalternen een grotere inbreng eisten. Vilain XIIII wist de geschillen op te lossen door een hernieuwde samenstelling van de vertegenwoordiging met grotere inspraak van het platteland: op 5 juli 1754 slaagde hij er in ook de kasselrijen Aalst, Waasland, Kortrijk en Dendermonde stemrecht te laten verkrijgen, waardoor de regering voortaan doorlopend gesubsidieerd zou worden.
In dezelfde periode (1755) werd hij voorschepen (of burgemeester) van de Keure (de belangrijkste van de twee schepenbanken) in Gent. In het voorgaande jaar was hij al derde schepen van die stad. Gent kampte toen met een erg benarde financiële situatie: Vilain wees de weg uit het financiële moeras.
Met het burgemeesterschap van Gent werd hij meteen ook voorzitter van de Staten van Vlaanderen en hun bestendige deputatie. De voorzitter van de Staten kreeg bij de hervorming van de Staten van Vlaanderen overigens de hoofdrol toebedeeld. Deze drieledige functie bekleedde Vilain XIIII tot zijn dood in 1777.
De centrale regering van de Oostenrijkse Nederlanden in Brussel was tevreden over de aanpak van Jean Jacques Vilain. Gevolmachtigd minister Karl Johann Philipp von Cobenzl rekende op hem voor alle aangelegenheden aangaande Gent en de Staten van Vlaanderen. De appreciatie van de Oostenrijkers resulteerde in de erfelijke titel van burggraaf (27 september 1758) en de benoeming tot ridder in de Sint-Stefanusorde (1771). Overigens was hij zo ambitieus dat hij vanaf 1760 tien jaar lang vruchteloos bij Maria Theresia solliciteerde naar het erebaantje van staatsraad. In zijn laatste jaren werd Vilain nog hoogbaljuw van Gent (met erfopvolging door zijn oudste zoon) en baljuw van de kasselrij van de Oudburg van Gent.
In 1763 had hij in Wetteren een buitengoed van ca. 32 hectaren gekocht (dat hij al een tiental jaren huurde). Hij stierf daar op 65-jarige leeftijd aan een combinatie van het ‘vliegend flerecijn’ (jicht) en angina pectoris. Hij leed tijdens zijn leven aan allerlei kwalen, die aangewakkerd werden door zijn soms slopende werk. Bij zijn verzoek tot opname in de Raad van State noemde hij reuma, ischias en nierstenen als argumenten voor een goede oudedagsvoorziening. Kuren in Spa en Aken moesten zijn klachten verlichten.
Ondanks de tegenstand van Pycke, slaagde Vilain erin krachtdadig op te treden als voorzitter van de Staten. Zijn opvolger werd in 1777 gevraagd om net als diens voorganger de ‘ziel van het bestuur’ te worden.

## De visie van Vilain: financiën, economie en gevangeniswezen
Niet alleen in de steden waar Vilain het burgemeestersambt bekleedde, stelde hij financieel orde op zaken. In 1755 publiceerde hij de Réflections sur les finances de la Flandre (Reflecties over de financiën van Vlaanderen). Hij beschreef de financiële toestand van het graafschap, droeg hervormingen aan en sloopte daarbij een aantal heilige huisjes. Cijfers lieten volgens Vilain afdoende blijken dat de oude structuren voorbijgestreefd waren en het bestuur nalatig was. Vanwege de verwachte ophef over deze publicatie liet hij slechts veertig exemplaren drukken door Petrus de Goesin, die zijn anonimiteit zoveel mogelijk bewaarde. Door toedoen van Pycke verbood Karel van Lotharingen de publicatie, maar zelf had hij er toen al kennis van genomen en in januari 1755 droeg hij de controle van de financiën op aan een commissie van experten.

De uitvoering van zijn hervormingsvoorstellen zou nog jaren inzet vragen van de burggraaf.

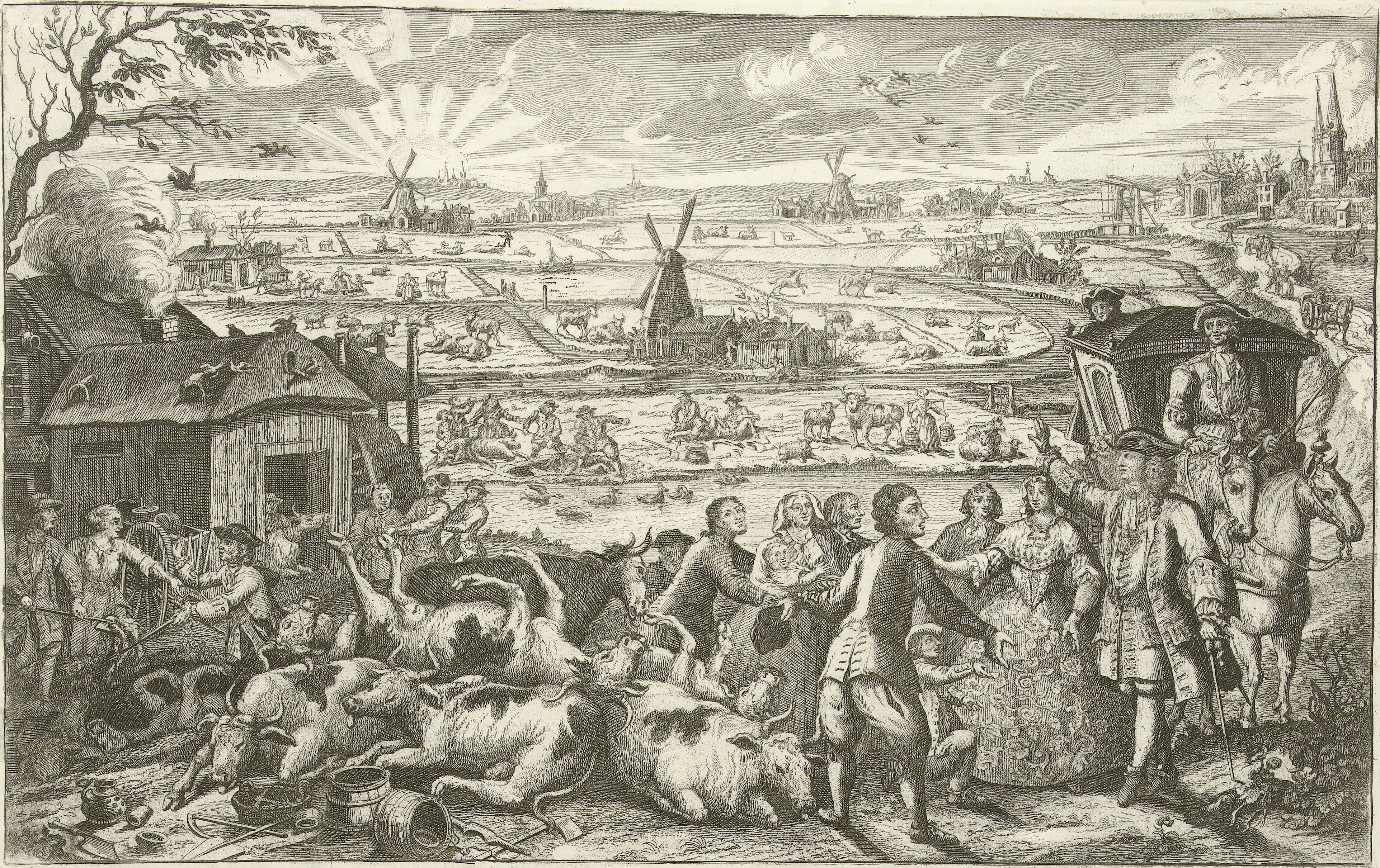
Gods slaandehand over Nederland door de pest-siekte onder het rundvee, Jan Smit (II), 1745

Toen de Zuidelijke Nederlanden in 1749, na de Oostenrijkse Successieoorlog, voor het eerst economisch op eigen benen stonden, was dat voor Vilain XIIII een aanleiding om een studie te maken over de import en export in de Oostenrijkse Nederlanden. De negatieve handelsbalans die hij daarbij vaststelde was volgens hem te wijten aan de teloorgang van de zeevisserij. Het kwam er dus op aan deze tak van de economie te stimuleren, hetgeen Frankrijk, maar vooral de Republiek, geenszins beviel.
Afkomstig van het platteland, was hij bovendien een aanhanger van het fysiocratisme. Hij ging ervan uit dat de landbouw de ruggengraat vormde van de economie. Innoverend was zijn rol bij de epizoötie die de veeteelt omstreeks 1770 teisterde. In oktober 1769 bereikte deze runderpest vanuit Nederland (waar in zeven jaar tijd meer dan 300.000 runderen eraan stierven) het Waasland, waarna allerlei preventieve maatregelen (zoals de doodstraf op het smokkelen van vee) werden genomen.
Op advies van Vilain XIIII (die daarin Giovanni Lancisi en Thomas Bates volgde) bestreed de overheid de veepest door isolatie van besmette gebieden en door het afslachten van zowel getroffen als (de daarbij horende) niet-getroffen dieren. Koeimeesters hadden daarbij de taak om geïnfecteerde dieren te diagnosticeren. Ondanks de voorziene compensaties, stuitte de afslachtpolitiek op veel verzet bij de landbouwers. Op termijn bleek de gehanteerde methode echter effectief. Het Oostenrijkse bestuur herdoopte de methode tot notre système (ons systeem), dat geëxporteerd werd over de landsgrenzen heen.
Ook de nijverheid liet de burggraaf niet onverschillig. Hij stimuleerde de oprichting van de eerste katoenateliers in Gent. De industrie bood volgens hem de uitweg uit armoede en werkloosheid. Om die kwesties aan te pakken was hij aanvankelijk voorstander van de oprichting van hospitalen-generaal, zoals ze ook in Frankrijk te vinden waren. Een opvoedende vrijheidsstraf in het Rasphuis (1775) in Gent moest een einde maken aan werkloosheid en misdadigheid. Dat was althans het oorspronkelijke plan, want nog voor het gebouw af was, herzag hij onder invloed van François-Joseph Taintenier zijn mening. Hij vond nu dat het Rasphuis een gevangenis moest worden, hoewel een deel van het gebouw nog werd voorbehouden voor de opleiding van arme kinderen. Met de oprichting van deze penitentiaire instelling legde Vilain de basis van het cellensysteem in de gevangenissen, een werkwijze die ook de grenzen van de Zuidelijke Nederlanden zou overschrijden.
Aan een oplossing voor werklozen had hij ook gedacht. Die moesten gesteund worden door een samenbrengen van alle bestaande armenfondsen. Het zou dan aan de burgerlijke (en niet langer aan de kerkelijke) overheid zijn om de steun onder de werklozen te verdelen.

## Publicaties
Gezien de nieuwheid, zo niet zelfs 'subversiviteit' van de ideeën die Vilain XIIII propageerde, bracht hij enkele van zijn werken anoniem ter perse. Van de Réflections sur les finances werden er overigens maar veertig exemplaren gedrukt. Ze werden verspreid over de verschillende hoofdcolleges van het graafschap, waar ze ook besproken werden. Vanwege de kleine oplage werd het werk verschillende malen met de hand overgepend.
Zowel de Franse als Nederlandse versie van het "Verhael van den Oorsprong en Voortgank der Behaelyke Siekte" zijn volgens Leo Elaut anoniem door hem gepubliceerd.
- Anoniem [Jean J.P. Vilain XIIII], Vonnissen verleent binnen de stadt Aelst ten laste van menigvuldige Moordenaeren, Dieven, Vagebonden ende andere Quatdoeners. Gent, 1749.
- Anoniem [Jean J.P. Vilain XIIII], Réflections sur les finances de la Flandre. Gent: Petrus de Goesin, 1755.
- J.J.P. Vilain XIIII, Verhael ende reflexien op de Verbreydinge der besmettelyke Siekte in het Hoornvee, dewelke sig veropenbaert heeft in de Provintie van Vlaenderen ’t sedert den 26. October tot den 23. december 1769. Gent: Petrus de Goesin, 1769.
- Anoniem [Jean J.P. Vilain XIIII], Qui noluerit operari non manducet. L’homme est condamné par Dieu à manger son pain à la sueur de son visage. Gent: Petrus de Goesin, 1771.
- Anoniem [Jean J.P. Vilain XIIII], Récit de la Marche de la Maladie contagieuse du gros Bétail dans les Provinces autrichiennes des Pays-Bas, ainsi que des Mesures prises par le Gouvernement, pour en empêcher ou diminuer les Ravages. Brussel, 1771. Vertaald als:
- Anoniem [Jean J.P. Vilain XIIII], Verhael van den Oorsprong en Voortgank der Behaelyke Siekte onder het Hoornvee in de Oostenrijksche Provintien der Nederlanden, Als mede der maet-regels die het Hof genomen heeft om te beletten ofte immers te verminderen de daer uyt-volgende rampen, tot Brussel in de Fransche Taele uytgegeven door de Koninglyke Drukkerye; en in het Vlaems overgestelt. Gent: Petrus de Goesin, 1771
- Jean J.P. Vilain XIIII, Mémoire sur les moyens de corriger les malfaiteurs et les fainéants à leur propre avantage et de les rendre utiles à l’état. Gent: Petrus de Goesin, 1775. Tweede uitgave door Charles H. Vilain XIIII, Brussel-Parijs: Meline-Cans, 1841.
- Anoniem [Jean J.P. Vilain XIIII], Mémoire concernant la réduction des rentes de la Flandre. Gent, 1776.

- Biografisch Portaal: 27768696
- Gemeinsame Normdatei: 119409437
- International Standard Name Identifier: 0000 0000 4254 1762
- Library of Congress Control Number: no90025832
- Nederlandse Thesaurus van Auteursnamen: 070378258
- Virtual International Authority File: 5740684
- WorldCat: E39PBJyhcdBGKmxHRr76BbBpT3